# 薗田坦
薗田 坦（そのだ たん、1936年〈昭和11年〉10月18日 - 2016年〈平成28年〉4月22日）は、日本の哲学者・宗教学者（西洋近世哲学史・宗教哲学）。位階は従四位。勲等は瑞宝重光章。学位は文学博士。京都大学名誉教授、仁愛大学名誉教授、日本学士院会員。
京都大学文学部助手、大阪市立大学文学部教授、京都大学文学部教授、京都大学大学院文学研究科教授、龍谷大学文学部教授、仁愛大学学長などを歴任した。

## 来歴

### 生い立ち
1936年10月18日、和歌山市生まれ。1959年京都大学文学部（宗教学専攻）卒。1964年同大学院博士課程単位取得満期退学。

### 哲学者として
大阪市立大学助教授、京都大学助教授、1989年 京大にて文学博士、京大文学部教授（西洋近世哲学史）、2000年定年退官、龍谷大学教授、仁愛大学学長。2011年12月、日本学士院会員に選出。クザーヌス、のちヤコブ・ベーメなどドイツ神秘主義を研究した。2016年4月肺癌により死去。79歳没。歿日付で叙従四位、授瑞宝重光章。

## 家族
- 祖父：薗田宗恵
- 父：薗田香勲
  - 長兄：薗田香融
  - 次兄：芦津丈夫 - 母方祖父芦津実全の養子
  - 三兄：薗田宗人

## 著作
- 〈無限〉の思惟 ニコラウス・クザーヌス研究（創文社 1987年）
- クザーヌスと近世哲学（創文社 2003年）
- 親鸞他力の宗教 ドイツ講話集（法藏館 2007年）
- 現代の人間と仏教 仏教への道（法蔵館 2009年）
- 無底と意志-形而上学 ヤーコプ・ベーメ研究（創文社 2015年）

共編
- 宗教学を学ぶ人のために（石田慶和共編 世界思想社 1989年）

### 翻訳
- ヤスパース選集 27 ニコラウス・クザーヌス（理想社 1970年）
- 宗教社会学（マックス・ウェーバー、武藤一雄、薗田宗人共訳 創文社 1976年）
- 個と宇宙 ルネサンス精神史（エルンスト・カッシーラー 名古屋大学出版会 1991年）
- 人間のイメージⅠ（E.ベンツ 平凡社「エラノス叢書」 1992年）
- ベーメ小論集（創文社 ドイツ神秘主義叢書 1994年）
- アウローラ 明け初める東天の紅（ヤーコプ・ベーメ 創文社 ドイツ神秘主義叢書 2000年）
- シェリング著作集 4a 自由の哲学（燈影舎 2011年／文屋秋栄 2018年）-「哲学と宗教」訳